# Coppa Italia 2010-2011
La Coppa Italia 2010-2011 è stata la 64ª edizione della manifestazione calcistica.
È iniziata l'8 agosto 2010 e si è conclusa il 29 maggio 2011. In occasione del concomitante anniversario, la Coppa ha assunto una doppia denominazione comprendendo anche quella di Coppa del 150º anniversario dell'Unità d'Italia. A tal proposito, alla squadra vincente è stato assegnato un ulteriore trofeo.
Iniziata l'8 agosto 2010, si è conclusa il 29 maggio 2011. La finale si è giocata per il quarto anno consecutivo allo Stadio Olimpico di Roma, e ha visto uscirne vincitrice l'Inter battendo il Palermo per 3-1. Visto che i nerazzurri si sono qualificati tramite il campionato alla Champions League, il posto in Europa League spettante ai vincitori della Coppa Italia è stato assegnato alla squadra siciliana, in quanto finalista perdente.

## Formula
La formula della manifestazione è la stessa delle due precedenti edizioni.
Partecipano tutte le 20 società di Serie A e tutte le 22 di Serie B. Ad esse si aggiungono 27 società selezionate dalla Lega Pro e 9 selezionate dal Comitato Interregionale della Lega Nazionale Dilettanti, per un totale di 78 club partecipanti.
La Lega Pro ha selezionato 24 club di Prima Divisione e 3 di Seconda Divisione. Per la categoria maggiore sono state scelte la Salernitana unica retrocessa dalla Serie B (la Triestina è stata ripescata fra i cadetti mentre Mantova e Gallipoli sono state radiate), le migliori 17 società di Prima Divisione 2009-10 (non promosse in Serie B ed iscritte regolarmente al campionato) e le 6 neopromosse dalla Seconda Divisione. Per quest'ultima categoria sono state scelte le 3 squadre sconfitte nelle finali playoff del campionato 2009-10.
La Lega Dilettanti ha selezionato 9 club, uno per ciascun girone della Serie D 2009-2010, scelti tra i migliori in classifica non promossi in Seconda Divisione e senza tener conto dell'esito dei play-off. Di questi club, quattro sono stati successivamente ripescati in Seconda Divisione, aumentando il numero delle società di Lega Pro partecipanti alla competizione e diminuendo quelle di Serie D.
La competizione è interamente ad eliminazione diretta. Con eccezione delle semifinali, tutti i turni si svolgono in gara unica, con eventuali tempi supplementari e calci di rigore. Le semifinali saranno invece disputate con gare di andata e ritorno, col meccanismo delle coppe europee, ovvero in caso di pareggio dopo 180 minuti a passare il turno è la squadra che ha totalizzato il maggior numero di reti in trasferta; in caso di parità anche nei gol segnati fuori casa si procede con i tempi supplementari e i calci di rigore.
Le società di Lega Pro e Serie D entrano in gioco sin dal primo turno, quelle di Serie B dal secondo, 12 squadre di Serie A dal terzo, mentre le 8 teste di serie esordiscono solo negli ottavi di finale. Il sorteggio del tabellone è stato effettuato il 26 luglio 2010 presso la sede della Lega Serie A e Lega Serie B a Milano. All'interno della propria fascia di ranking, a ciascuna squadra è assegnato un numero di tabellone tramite sorteggio, eccezion fatta per le squadre che entrano in gioco al terzo turno, il cui numero dipende dalla posizione in classifica nell'anno precedente.
Nei turni in partita unica ha diritto a giocare in casa la squadra col numero di tabellone più basso, in semifinale si ha diritto invece a giocare il ritorno in casa.

## Squadre partecipanti

### Lega Serie A
Le 20 squadre
| - Bari - Bologna - Brescia - Cagliari - Catania | - Cesena - Chievo - Fiorentina - Genoa - Inter * | - Juventus * - Lazio - Lecce - Milan * - Napoli * | - Palermo * - Parma * - Roma * - Sampdoria * - Udinese |

Le squadre contrassegnate dall'asterisco sono già qualificate agli ottavi di finale.

### Lega Serie B
Le 22 squadre
| - AlbinoLeffe - Ascoli - Atalanta - Cittadella - Crotone - Empoli | - Frosinone - Grosseto - Livorno - Modena - Novara - Padova | - Piacenza - Pescara - Portogruaro - Reggina - Sassuolo - Siena | - Torino - Triestina - Varese - Vicenza |

### Lega Pro
Le 24 squadre di Prima Divisione
| - Alessandria - Atletico Roma - Benevento - Cavese - Como - Cosenza | - Cremonese - Foligno - Gubbio - Juve Stabia - Lucchese - Lumezzane | - Monza - Ravenna - Reggiana - Salernitana - Sorrento - SPAL | - Spezia - Südtirol - Taranto - Ternana - Verona - Virtus Lanciano |

Le 7 squadre di Seconda Divisione
| - Carpi (selezionato dalla LND) - Catanzaro - Feralpisalò - Pomezia (selezionato dalla LND) | - San Marino - Trapani (selezionato dalla LND) - Virtus Entella (selezionato dalla LND) |

### Lega Nazionale Dilettanti
Le 5 squadre di Serie D
| - AlzanoCene - Este - Guidonia Montecelio | - Santegidiese - Casarano |

## Calendario
Il tabellone è stato sorteggiato il 26 luglio 2010.

### Turni preliminari

#### Primo turno
Si è disputato domenica 8 e martedì 10 agosto 2010, con la partecipazione dei 36 club di Lega Pro e LND (24 di Prima Divisione, 7 di Seconda Divisione e 5 di Serie D).
| Squadra 1       | Risultato       | Squadra 2           |
| --------------- | --------------- | ------------------- |
| Virtus Lanciano | 2 - 1           | Carpi               |
| Sorrento        | 6 - 0           | Catanzaro           |
| Cavese          | 0 - 2           | Gubbio              |
| Benevento       | 5 - 1           | Este                |
| Lumezzane       | 2 - 0           | Pomezia             |
| Salernitana     | 0 - 2           | Südtirol            |
| Como            | 3 - 1           | Guidonia Montecelio |
| Verona          | 2 - 0           | Casarano            |
| Monza           | 2 - 1 (dts)     | Virtus Entella      |
| Taranto         | 1 - 0           | Feralpisalò         |
| Reggiana        | 2 - 1 (dts)     | AlzanoCene          |
| SPAL            | 0 - 3(tav.)     | Trapani             |
| Alessandria     | 6 - 0           | Santegidiese        |
| Cosenza         | 1 - 1 (5-3 dtr) | Lucchese            |
| Foligno         | 3 - 2 (dts)     | San Marino          |
| Cremonese       | 2 - 1 (dts)     | Atletico Roma       |
| Ravenna         | 2 - 1           | Juve Stabia         |
| Ternana         | 3 - 1           | Spezia              |

#### Secondo turno
Si è disputato tra giovedì 12, sabato 14 e domenica 15 agosto 2010 con in lizza 40 squadre: i 22 club di Serie B e le 18 vincenti del primo turno (17 di Prima Divisione ed una di Seconda Divisione). Fra i club di Serie B gli unici a non giocare in casa sono stati il Pescara, che è una delle neopromosse attraverso play-off, e la Triestina, ripescata. Questi due club hanno infatti giocato in trasferta gli unici due scontri diretti tra squadre cadette. Inoltre il derby lombardo tra Varese e Como si è giocato in casa del lariani, società di Lega Pro, in seguito ad accordo tra le due squadre.
| Squadra 1    | Risultato   | Squadra 2       |
| ------------ | ----------- | --------------- |
| Piacenza     | 5 - 3 (dts) | Virtus Lanciano |
| Modena       | 4 - 1       | Sorrento        |
| Grosseto     | 5 - 0       | Gubbio          |
| L.R. Vicenza | 2 - 1       | Benevento       |
| Ascoli       | 3 - 1       | Lumezzane       |
| Portogruaro  | 2 - 1       | Südtirol        |
| Crotone      | 1 - 0       | Triestina       |
| AlbinoLeffe  | 3 - 1       | Pescara         |
| Como         | 1 - 3       | Varese          |
| Cittadella   | 2 - 0       | Verona          |
| Sassuolo     | 3 - 1       | Monza           |
| Novara       | 3 - 1 (dts) | Taranto         |
| Empoli       | 4 - 1       | Reggiana        |
| Frosinone    | 3 - 1       | Trapani         |
| Reggina      | 1 - 0       | Alessandria     |
| Torino       | 3 - 1       | Cosenza         |
| Atalanta     | 3 - 1       | Foligno         |
| Livorno      | 1 - 0       | Cremonese       |
| Padova       | 1 - 0       | Ravenna         |
| Siena        | 2 - 0       | Ternana         |

Note
1. ↑  Inversione di campo rispetto all'esito del sorteggio.

#### Terzo turno
Si è disputato tra mercoledì 20, martedì 26, mercoledì 27 e giovedì 28 ottobre 2010. In lizza 32 squadre: 12 club di Serie A che non prendono parte alle coppe europee e le 20 vincenti del secondo turno (tutte formazioni di Serie B).
| Squadra 1    | Risultato   | Squadra 2   |
| ------------ | ----------- | ----------- |
| Cagliari     | 3 - 0       | Piacenza    |
| Bologna      | 3 - 2       | Modena      |
| Genoa        | 2 - 1 (dts) | Grosseto    |
| L.R. Vicenza | 1 - 0       | Ascoli      |
| Lazio        | 3 - 0       | Portogruaro |
| Crotone      | 0 - 1       | AlbinoLeffe |
| Catania      | 4 - 3 (dts) | Varese      |
| Brescia      | 1 - 0       | Cittadella  |
| Chievo       | 2 - 0       | Sassuolo    |
| Cesena       | 1 - 3 (dts) | Novara      |
| Fiorentina   | 1 - 0 (dts) | Empoli      |
| Frosinone    | 2 - 4 (dts) | Reggina     |
| Bari         | 3 - 1       | Torino      |
| Atalanta     | 0 - 1       | Livorno     |
| Udinese      | 4 - 0       | Padova      |
| Lecce        | 3 - 2       | Siena       |

#### Quarto turno
L'ultimo turno preliminare si è disputato tra mercoledì 24, giovedì 25, martedì 30 novembre e mercoledì 1º dicembre 2010 vedendo in lizza le 16 vincenti del terzo turno (11 squadre di Serie A e 5 di Serie B).
| Squadra 1  | Risultato   | Squadra 2    |
| ---------- | ----------- | ------------ |
| Cagliari   | 0 - 3       | Bologna      |
| Genoa      | 3 - 1 (dts) | L.R. Vicenza |
| Lazio      | 3 - 0       | AlbinoLeffe  |
| Catania    | 5 - 1       | Brescia      |
| Chievo     | 3 - 0       | Novara       |
| Fiorentina | 3 - 0       | Reggina      |
| Bari       | 4 - 1       | Livorno      |
| Udinese    | 2 - 1 (dts) | Lecce        |

### Fase finale

#### Ottavi di finale
Oltre agli 8 vincitori del quarto turno, tutti di Serie A, sono entrati in lizza gli ultimi 8 club di massima serie: i 7 partecipanti alle coppe europee (fra i quali l'Inter detentrice della coppa) e la migliore classificata della Serie A 2009-2010 esclusa dalle competizioni internazionali, ovvero il Parma. Gli incontri si sono disputati tra martedì 14 dicembre 2010, mercoledì 12, giovedì 13, martedì 18, mercoledì 19 e giovedì 20 gennaio 2011.
| Squadra 1 | Risultato       | Squadra 2  |
| --------- | --------------- | ---------- |
| Napoli    | 2 - 1           | Bologna    |
| Inter     | 3 - 2           | Genoa      |
| Juventus  | 2 - 0           | Catania    |
| Roma      | 2 - 1           | Lazio      |
| Palermo   | 1 - 0           | Chievo     |
| Parma     | 2 - 1 (dts)     | Fiorentina |
| Sampdoria | 2 - 2 (5-4 dtr) | Udinese    |
| Milan     | 3 - 0           | Bari       |

#### Quarti di finale
Si sono disputati tra martedì 25, mercoledì 26 e giovedì 27 gennaio 2011.
| Squadra 1 | Risultato       | Squadra 2 |
| --------- | --------------- | --------- |
| Napoli    | 0 - 0 (4-5 dtr) | Inter     |
| Juventus  | 0 - 2           | Roma      |
| Sampdoria | 1 - 2           | Milan     |
| Palermo   | 0 - 0 (5-4 dtr) | Parma     |

#### Semifinali
L'unica fase del torneo basata sul doppio confronto ha visto disputarsi l'andata martedì 19 e mercoledì 20 aprile 2011, mentre le gare di ritorno si sono svolte martedì 10 e mercoledì 11 maggio 2011. 
Secondo il regolamento entrambe le milanesi avrebbero dovuto disputare in casa la partita di andata, ma per evitare la sovrapposizione è stata disposta l'inversione dei campi dell'incontro fra Inter e Roma.
| Squadra 1 | Totale | Squadra 2 | Andata | Ritorno |
| --------- | ------ | --------- | ------ | ------- |
| Roma      | 1 - 2  | Inter     | 0 - 1  | 1 - 1   |
| Milan     | 3 - 4  | Palermo   | 2 - 2  | 1 - 2   |

#### Finale
La finale si è disputata per il quarto anno consecutivo in gara unica allo Stadio Olimpico di Roma. L'incontro si è giocato domenica 29 maggio 2011. Dopo trentadue anni è tornato a disputare l'atto conclusivo il Palermo, alla sua terza finale; per l'Inter si trattava della 13ª finale, la sesta negli ultimi sette anni (4 vinte). Grazie alla qualificazione dell'Inter alla Champions League 2011-2012 il Palermo, nonostante la sconfitta, si è qualificato per l'UEFA Europa League 2011-2012, dove partirà dal terzo turno preliminare. L'Inter si è anche aggiudicata la Coppa del 150º anniversario dell'Unità d'Italia, che era abbinata alla finale di questa edizione della Coppa Italia.
| Arbitro: | Morganti (Ascoli Piceno) |

|                            |           |           |
| Eto'o 26’ 76’ Milito 90+2’ | Marcatori | 88’ Muñoz |

| Inter | Palermo |

##### Formazioni
| Inter (4-3-1-2) |    |                    |         |       |
|                 |    |                    |         |       |
| POR             | 1  | Júlio César        |         |       |
| TD              | 55 | Yūto Nagatomo      |         |       |
| DC              | 6  | Lúcio              |         |       |
| DC              | 15 | Andrea Ranocchia   |         |       |
| TS              | 26 | Cristian Chivu     |         |       |
| CEN             | 4  | Javier Zanetti (C) |         |       |
| CEN             | 5  | Dejan Stanković    |         |       |
| CEN             | 8  | Thiago Motta       | 83’     |       |
| TRQ             | 10 | Wesley Sneijder    | 86’     |       |
| ATT             | 7  | Giampaolo Pazzini  | 61’     |       |
| ATT             | 9  | Samuel Eto'o       | 26’ 76’ |       |
| A disposizione: |    |                    |         |       |
| POR             | 12 | Luca Castellazzi   |         |       |
| DIF             | 23 | Marco Materazzi    |         |       |
| DIF             | 25 | Walter Samuel      |         |       |
| CEN             | 14 | Houssine Kharja    |         |       |
| CEN             | 17 | McDonald Mariga    | 83’     |       |
| ATT             | 27 | Goran Pandev       | 61’     |       |
| ATT             | 22 | Diego Milito       | 86’     | 90+2’ |
| Allenatore:     |    |                    |         |       |
| Leonardo        |    |                    |         |       |

| Palermo (4-3-2-1) |             |                     |             |     |     |
|                   |             |                     |             |     |     |
| POR               | 46          | Salvatore Sirigu    |             |     |     |
| TD                | 16          | Mattia Cassani (C)  |             |     |     |
| DC                | 3           | Dorin Goian         | 24’         |     |     |
| DC                | 6           | Ezequiel Muñoz      | 88’         | 52’ | 90’ |
| TS                | 42          | Federico Balzaretti |             |     |     |
| CEN               | 94          | Afriyie Acquah      | 55’         | 27’ |     |
| CEN               | 8           | Giulio Migliaccio   |             |     |     |
| CEN               | 23          | Antonio Nocerino    |             |     |     |
| TRQ               | 27          | Javier Pastore      |             |     |     |
| TRQ               | 72          | Josip Iličič        |             |     |     |
| ATT               | 9           | Abel Hernández      | 80’         |     |     |
| A disposizione    |             |                     |             |     |     |
| POR               | 99          | Francesco Benussi   |             |     |     |
| DIF               | 36          | Matteo Darmian      |             |     |     |
| DIF               | 80          | Moris Carrozzieri   | 24’         | 68’ |     |
| CEN               | 4           | Pajtim Kasami       |             |     |     |
| CEN               | 11          | Fabio Liverani      |             |     |     |
| ATT               | 10          | Fabrizio Miccoli    | 55’         |     |     |
| ATT               | 51          | Mauricio Pinilla    | 80’         |     |     |
| Allenatore:       |             |                     |             |     |     |
| Delio Rossi       | Delio Rossi | Delio Rossi         | Delio Rossi | 89’ |     |

## Tabellone (dagli ottavi)
|  | Ottavi di finale | Ottavi di finale |      |               | Quarti di finale | Quarti di finale |  |       | Semifinali | Semifinali | Semifinali | Semifinali |  |       | Finale | Finale |
|  |                  |                  |      |               |                  |                  |  |       |            |            |            |            |  |       |        |        |
|  | Juventus         | 2                |      |               |                  |                  |  |       |            |            |            |            |  |       |        |        |
|  | Catania          | 0                |      |               |                  |                  |  |       |            |            |            |            |  |       |        |        |
|  | Catania          | 0                |      | Juventus      | 0                |                  |  |       |            |            |            |            |  |       |        |        |
|  |                  |                  |      | Juventus      | 0                |                  |  |       |            |            |            |            |  |       |        |        |
|  |                  | Roma             | 2    |               |                  |                  |  |       |            |            |            |            |  |       |        |        |
|  | Roma             | Roma             | 2    | 2             |                  |                  |  |       |            |            |            |            |  |       |        |        |
|  | Roma             |                  |      | 2             |                  |                  |  |       |            |            |            |            |  |       |        |        |
|  | Lazio            | 1                |      |               |                  |                  |  |       |            |            |            |            |  |       |        |        |
|  | Lazio            | 1                |      |               |                  |                  |  | Roma  | 0          | 1          | 1          |            |  |       |        |        |
|  |                  |                  |      |               |                  |                  |  | Roma  | 0          | 1          | 1          |            |  |       |        |        |
|  |                  | Inter            | 1    | 1             | 2                |                  |  |       |            |            |            |            |  |       |        |        |
|  | Napoli           | Inter            | 1    | 1             | 2                | 2                |  |       |            |            |            |            |  |       |        |        |
|  | Napoli           |                  |      |               |                  | 2                |  |       |            |            |            |            |  |       |        |        |
|  | Bologna          | 1                |      |               |                  |                  |  |       |            |            |            |            |  |       |        |        |
|  | Bologna          | 1                |      | Napoli        | 0(4)             |                  |  |       |            |            |            |            |  |       |        |        |
|  |                  |                  |      | Napoli        | 0(4)             |                  |  |       |            |            |            |            |  |       |        |        |
|  |                  | Inter (dtr)      | 0(5) |               |                  |                  |  |       |            |            |            |            |  |       |        |        |
|  | Inter            | Inter (dtr)      | 0(5) | 3             |                  |                  |  |       |            |            |            |            |  |       |        |        |
|  | Inter            |                  |      | 3             |                  |                  |  |       |            |            |            |            |  |       |        |        |
|  | Genoa            | 2                |      |               |                  |                  |  |       |            |            |            |            |  |       |        |        |
|  | Genoa            | 2                |      |               |                  |                  |  |       |            |            |            |            |  | Inter | 3      |        |
|  |                  |                  |      |               |                  |                  |  |       |            |            |            |            |  | Inter | 3      |        |
|  |                  | Palermo          | 1    |               |                  |                  |  |       |            |            |            |            |  |       |        |        |
|  | Sampdoria (dtr)  | Palermo          | 1    | 2(5)          |                  |                  |  |       |            |            |            |            |  |       |        |        |
|  | Sampdoria (dtr)  |                  |      | 2(5)          |                  |                  |  |       |            |            |            |            |  |       |        |        |
|  | Udinese          | 2(4)             |      |               |                  |                  |  |       |            |            |            |            |  |       |        |        |
|  | Udinese          | 2(4)             |      | Sampdoria     | 1                |                  |  |       |            |            |            |            |  |       |        |        |
|  |                  |                  |      | Sampdoria     | 1                |                  |  |       |            |            |            |            |  |       |        |        |
|  |                  | Milan            | 2    |               |                  |                  |  |       |            |            |            |            |  |       |        |        |
|  | Milan            | Milan            | 2    | 3             |                  |                  |  |       |            |            |            |            |  |       |        |        |
|  | Milan            |                  |      | 3             |                  |                  |  |       |            |            |            |            |  |       |        |        |
|  | Bari             | 0                |      |               |                  |                  |  |       |            |            |            |            |  |       |        |        |
|  | Bari             | 0                |      |               |                  |                  |  | Milan | 2          | 1          | 3          |            |  |       |        |        |
|  |                  |                  |      |               |                  |                  |  | Milan | 2          | 1          | 3          |            |  |       |        |        |
|  |                  | Palermo          | 2    | 2             | 4                |                  |  |       |            |            |            |            |  |       |        |        |
|  | Palermo          | Palermo          | 2    | 2             | 4                | 1                |  |       |            |            |            |            |  |       |        |        |
|  | Palermo          |                  |      |               |                  | 1                |  |       |            |            |            |            |  |       |        |        |
|  | Chievo           | 0                |      |               |                  |                  |  |       |            |            |            |            |  |       |        |        |
|  | Chievo           | 0                |      | Palermo (dtr) | 0(5)             |                  |  |       |            |            |            |            |  |       |        |        |
|  |                  |                  |      | Palermo (dtr) | 0(5)             |                  |  |       |            |            |            |            |  |       |        |        |
|  |                  | Parma            | 0(4) |               |                  |                  |  |       |            |            |            |            |  |       |        |        |
|  | Parma (dts)      | Parma            | 0(4) | 2             |                  |                  |  |       |            |            |            |            |  |       |        |        |
|  | Parma (dts)      |                  |      | 2             |                  |                  |  |       |            |            |            |            |  |       |        |        |
|  | Fiorentina       | 1                |      |               |                  |                  |  |       |            |            |            |            |  |       |        |        |

## Classifica marcatori
Dati aggiornati al 29 maggio 2011.
| Gol | Rigori |  | Giocatore          | Squadra     |
| --- | ------ |  | ------------------ | ----------- |
| 5   |        |  | Samuel Eto'o       | Inter       |
| 5   |        |  | Felice Evacuo      | Benevento   |
| 4   |        |  | Marco Martini      | Alessandria |
| 4   | 2      |  | Luca Toni          | Genoa       |
| 3   |        |  | Daniele Cacia      | Piacenza    |
| 3   | 1      |  | Bernardo Corradi   | Udinese     |
| 3   |        |  | Zlatan Ibrahimović | Milan       |
| 3   |        |  | Gastón Ramírez     | Bologna     |